# Archibald Campbell (2e comte d'Argyll)
Pour les articles homonymes, voir Archibald Campbell et Campbell.
Gillespie Archibald Campbell († 9 septembre 1513), 2e comte d'Argyll fut un noble et un homme politique écossais.
Fils aîné de Colin Campbell, 1er comte d'Argyll, et d'Isabel Stewart, fille de John Stewart, deuxième Lord Lorn, il est élevé à la position de lord chancelier d'Écosse.
Il est également gouverneur du château de Tarbert, et son « clan » n'a aucun rival, hormis le Clan Gordon. Lors de la bataille de Flodden Field, lui et son frère, le comte de Lennox, sont tués, en compagnie de son roi, Jacques IV. Sa femme (qui est la fille de John Stewart, 1er comte de Lennox) lui a donné neuf enfants.